# Эвгенидис, Эвгениос
Эвгениос Эвгенидис  (греч. Ευγένιος Ευγενίδης, Дидимотихо 22 декабря 1882 — Монтрё, апрель 1954) — видный греческий судовладелец и меценат XX века.

## Детство и юношество
Эвгениос Эвгенидис родился 22 декабря 1882 года во фракийском городе Дидимотихо, бывшем тогда в составе Османской империи. Его отец, Агапиос Эвгенидис, был старшим судьёй в османском суде города. Эвгениос учился в американском «Робертовом Колледже» Константинополя, учреждённом в 1863 году Киром Хамлином, но получившем своё имя после дара в 400 тысяч долларов от американского коммерсанта Кристофера Роберта (Christopher Rhinelander Robert). В Колледже учились дети со всего Балканского полуострова. Он окончил Колледж в возрасте 20 лет. К этому времени Эвгениос уже предвидел возможность своего отъезда в Греческое королевство и строительство там крупных верфей, на уровне лучших в мире.

## В Константинополе
Вскоре после окончания Колледжа, он обеспечил себе место в большой британской судоходной компании Doro’s Brothers и в 1904 году, в возрасте 24, он стал генеральным менеджером торгового морского агентства Reppen и, чуть позже, сотрудником агентства, концентрируя своё внимание на торговлю пиломатериалами и сотрудничестве с шведской судоходной компанией Broström Conzern. В этот период он создал свою верфь в константинопольском заливе Золотой Рог. Эвгенидис оставался в Константинополе в сложный период Первой мировой войны, капитуляции Османской империи и занятия города Антантой.

## В Греции
В 1923 году, после того как союзники уступили Константинополь вместе с  Восточной Фракией новому турецкому правительству Мустафы Кемаля, Эвгенидис предпочёл переехать в Грецию, где основал «Скандинавское Ближневосточное агентство» (Scandinavian Near East Agency), связанное с агентством «Шведские восточные линии» (Svenska Orient Linien), которое он основал в 1907 году. Благодаря своим отношениям с скандинавскими и балтийскими странами, в связи с торговлей пиломатериалами, Эвгенидис стал также посредником в развитии международных связей Греции с этими странами. В результате, в 1926 году, он был назначен генеральным консулом Финляндии в Греции. В 1937 году он приобрёл своё первое, полностью принадлежащее ему, судно и дал ему имя «Арго». Между 1929 и 1939 годами он был назначен президентом нескольких судоходных компаний, как греческими так и иностранными инвесторами.

## В диаспоре
После начала Второй мировой войны, Эвгенидис переехал в Египет, где учредил регулярные пароходные линии между Северной Африкой и Южной Америкой. Наконец, он отправился в Аргентину, где в годы своего пребывания там планировал свою послевоенную деятельность. Он предвидел сильный поток эмиграции из разрушенной Европы и обратил своё внимание на океанские лайнеры. Он основал компанию Home Line, с базой в Генуе, и управлял 4 океанскими лайнерами перевозившими эмигрантов из Европы в Африку, Австралию, США и Канаду. Двумя годами после окончания войны, в 1947 году, Эвгенидис поселился в Веве, Швейцария, и оттуда руководил своими операциями, которые к тому времени охватили весь мир. В 1953 году, он вновь обратил своё внимание к Греции: он учредил сообщение океанскими лайнерами с Северной Америкой и регулярную грузовую линию с Южной Америкой, продолжая развивать своё «Скандинавское агентство» (Scandinavian Near East Agency).

## Меценат
В 1953 году, после сильного землетрясения, произведшего сильные разрушения на Ионических островах, он даровал значительные суммы денег семьям, понёсшим наибольший ущерб, а также стал посредником в оказании гуманитарной помощи из скандинавских стран, оказанной Греции, после этого стихийного бедствия, одного из самых худших в её истории. В следующем году село Эвгенико (Ευγενικό) во Фракии было переименовано в его честь (26-07-1954 Β.Δ, αριθ. 188 ΦΕΚ 19-08-1954, τ. Α΄), после того как Эвгенидис обеспечил ему водоснабжение. В 1954 году, Спирос Мелас писал о нём в газете Эстиа (Εστία -очаг): «Он (Эвгениос Эвгенидис) признался мне однажды, когда я впервые встретился с ним в качестве генерального консула Финляндии в его вилле в Глифаде, что ещё сидя в аудиториях „Робертова колледжа“, он мечтал разбогатеть, не только для себя, но и чтобы иметь возможность помогать другим. Это он делал как истинный христианин и патриот, тихо, почти тайно. Он откликался на все запросы, которые по его мнению были на общее благо… Он будет платить за публикации, предоставлять стипендии, способствовать поездкам … там был целый список бедных людей, которым он помогал и с них он начинал свои месячные платёжные обязательства». В знак признания его заслуг перед Грецией он был награждён Большим крестом (Μεγαλόσταυρος) ордена Феникса.

## Смерть и наследие
Эвгенидис умер неожиданно в апреле 1954 года, будучи бизнесменом с международной репутацией, а в своей стране большим благотворителем. В своём завещании он просил создать фонд, который будет способствовать научно-техническому образованию молодёжи в Греции. Фонд Эвгенидиса был основан в 1956 году в Афинах. 7 июня 1965 года, на проспекте Сингру в Афинах, состоялась большая торжественная церемония открытия здания «Фонда Эвгенидиса». На церемонии присутствовало политическое и духовное руководство страны. Журнал Арго писал: «Нашей стране уже давно не хватало дворца образования в науках и технологии. Она только что приобрела один. Щедрость национального благοтворителя Эвгениоса Эвгенидиса загладила вину нашего национального финансового бессилия». В том же 1965 году Министерство морского флота Греции приобрело в Швеции учебный парусник, 1/3 стоимости покупки которого была оплачена завещанием Эвгенидиса. Парусник получил в его честь имя « Эвгенидис». В 1966 году «Фонд» открыл в Афинах первый в Греции и единственный в юго-восточной Европе планетарий. Фонд непрерывно издаёт научные и технические учебники для молодёжи по низким ценам. Судоходная компания Эвгенидиса, Scandinavian Near East Agency, продолжает оставаться в бизнесе, как часть Evge Group, группы компаний которой развили наследники Эвгенидиса, и предлагает широкий спектр услуг в области морских перевозок, экспедирования и логистики.